# Смовдь гірська
{{#ifeq:0|0|{{#if:Peucedanum oreoselinum|{{#if:|[[]}}|[[]]}}}}
Смовдь гірська (Peucedanum oreoselinum) — рослина родини окружкові (зонтичні) — Аріасеае.

## Будова
Багаторічна рослина, що досягає 1,5 м заввишки, з товстим веретеноподібним коренем. Стебло темно-зелене, прямовисне, ребристе, вгорі галузиться й несе суцвіття. Листки великі, перистороздільні, з трьома чималими частками. Верхні листки слаборозвинені, дрібні. Цвіте у червні-липні. Суцвіття — зонтики, великі, до 15 см у діаметрі. Пелюстки дрібні, до 1–2 мм завдовжки, білі або зеленувато-жовті. Плід — двосім'янка завдовжки 4–5,5 мм. Рослина з приємним запахом.

## Поширення та середовище існування
Поширений у Європі крім півночі й крайнього півдня.
В Україні росте в мішаних і хвойних лісах, на пісках. Звичайна рослина на Поліссі, у зоні Лісостепу і в Лівобережному степу.